# Стертон, Джеймс
Джеймс Стертон (англ. James Stirton; 1833—1917) — шотландский врач, бриолог и лихенолог.

## Биография
Джеймс Стертон родился в 1833 году в городе Копар-Ангус. О родителях Стертона ничего не известно. С 1856 по 1858 Стертон преподавал математику в Мерчистонской школе в Эдинбурге. В 1858 году он стал доктором медицины. Затем Стертон переехал в Глазго. В 1860 году Джеймс женился на Джесси Макларен, родившейся в Эдинбурге. У них было две дочери, Элизабет и Маргарет. С 1879 по 1889 Стертон преподавал гинекологию в Королевской лечебнице Глазго. В 1889 году он стал профессором гинекологии, ушёл на пенсию около 1904 года. Джеймс Стертон скончался 14 января 1917 года в своём доме в Глазго.
Большая часть образцов мхов и лишайников, собранных Стертоном, хранится в гербарии Музея Кельвингроув в Глазго (GLAM). Некоторые образцы находятся в Квинслендском гербарии в Брисбене (BRI), в Гербарии Эллена Института природоведения в Крайстчерче (CHR), в гербарии Национальных ботанических садов в Дублине (DBN), в гербарии Королевских ботанических садов в Эдинбурге (E), в гербарии Университета Глазго (GL), в гербарии Национального музея Уэльса в Кардиффе (NWM), в гербарии Оксфордского университета (OXF) и в гербарии Музея Новой Зеландии в Веллингтоне (WELT).

## Некоторые научные работы
- Additions to the lichen flora of New Zealand (1873)
- Lichens British and foreign (1875)
- Description of recently discovered foreign lichens (1877)
- Additions to the lichen flora of South Africa (1877)
- On new genera and species of lichens from New Zealand (1877)
- On certain lichens belonging to the genus Parmelia (1878)
- Lichens growing on living leaves from the Amazons (1878)
- New and rare lichens from India and the Himalayas (1879)
- Additions to the lichen flora of Queensland (1881)
- On the genus Usnea, and another (Eumitria) allied to it (1881)
- On vegetable parasites on the tea plant, more especially that of Assam (1882)
- A curious lichen from Ben Lawers (1887)
- Scottish mosses (1907)

## Роды и некоторые виды, названные в честь Дж. Стертона
- Stirtonia A.L.Sm., 1926
- Stirtonia R.Br., 1900
- Stirtoniella D.J.Galloway, Hafellner & Elix, 2005
- Bryum stirtonii Schimp., 1876 [syn.  Bryum elegans Nees, 1827]
- Cryptothecia stirtonii A.L.Sm., 1926
- Grimmia stirtonii Schimp., 1876 [syn.  Grimmia trichophylla Grev., 1824]
- Lecidea stirtoniana Zahlbr., 1925
- Melanotheca stirtoniana Müll.Arg., 1894
- Opegrapha stirtonii Zahlbr., 1923 [syn.  Patellaria stirtonii (Zahlbr.) Ertz, 2009]
- Parmelia stirtonii Zahlbr., 1929 [syn.  Menegazzia stirtonii (Zahlbr.) Kantvilas & Louwhoff, 2004]
- Usnea stirtoniana Zahlbr., 1930
- Zygodon stirtonii Schimp., 1871 [syn.  Zygodon viridissimus (Dicks.) Brid., 1826]